# Real Madrid Club de Fútbol 1993-1994
Questa voce raccoglie le informazioni riguardanti il Real Madrid Club de Fútbol nelle competizioni ufficiali della stagione 1993-1994.

## Rosa
| N. |                    | Ruolo | Calciatore              |
| -- | ------------------ | ----- | ----------------------- |
|    | Spagna (bandiera)  | P     | Francisco Buyo          |
|    | Spagna (bandiera)  | P     | Pedro Jaro              |
|    | Spagna (bandiera)  | P     | Carlos David Cano Marín |
|    | Spagna (bandiera)  | D     | Manuel Sanchís          |
|    | Spagna (bandiera)  | D     | Rafael Alkorta          |
|    | Spagna (bandiera)  | D     | Mikel Lasa              |
|    | Spagna (bandiera)  | D     | Chendo                  |
|    | Spagna (bandiera)  | D     | Luis Miguel Ramis       |
|    | Spagna (bandiera)  | D     | Fernando Muñoz          |
|    | Spagna (bandiera)  | D     | Jesús Velasco           |
|    | Spagna (bandiera)  | D     | Francisco Villarroya    |
|    | Spagna (bandiera)  | D     | Alberto Marcos Rey      |
|    | Brasile (bandiera) | D     | Vítor                   |
|    | Spagna (bandiera)  | C     | Míchel                  |

| N. |                       | Ruolo | Calciatore        |
| -- | --------------------- | ----- | ----------------- |
|    | Spagna (bandiera)     | C     | Fernando Hierro   |
|    | Spagna (bandiera)     | C     | Luis Milla        |
|    | Spagna (bandiera)     | C     | Martín Vázquez    |
|    | Croazia (bandiera)    | C     | Robert Prosinečki |
|    | Spagna (bandiera)     | C     | Paco Llorente     |
|    | Spagna (bandiera)     | C     | Alberto Toril     |
|    | Cile (bandiera)       | A     | Iván Zamorano     |
|    | Spagna (bandiera)     | A     | Luis Enrique      |
|    | Spagna (bandiera)     | A     | Emilio Butragueño |
|    | Slovacchia (bandiera) | A     | Peter Dubovský    |
|    | Spagna (bandiera)     | A     | Alfonso Pérez     |
|    | Spagna (bandiera)     | A     | José Luis Morales |
|    | Spagna (bandiera)     | A     | Dani              |